# Arroyo del Chuy (vattendrag i Brasilien)
Arroyo del Chuy är ett vattendrag i Brasilien. Det ligger i den södra delen av landet, 2 100 km söder om huvudstaden Brasília.
Trakten runt Arroyo del Chuy består i huvudsak av gräsmarker.